# Lémur couronné
Eulemur coronatus
Espèce
Statut de conservation UICN

 EN A3cd : En danger
Statut CITES

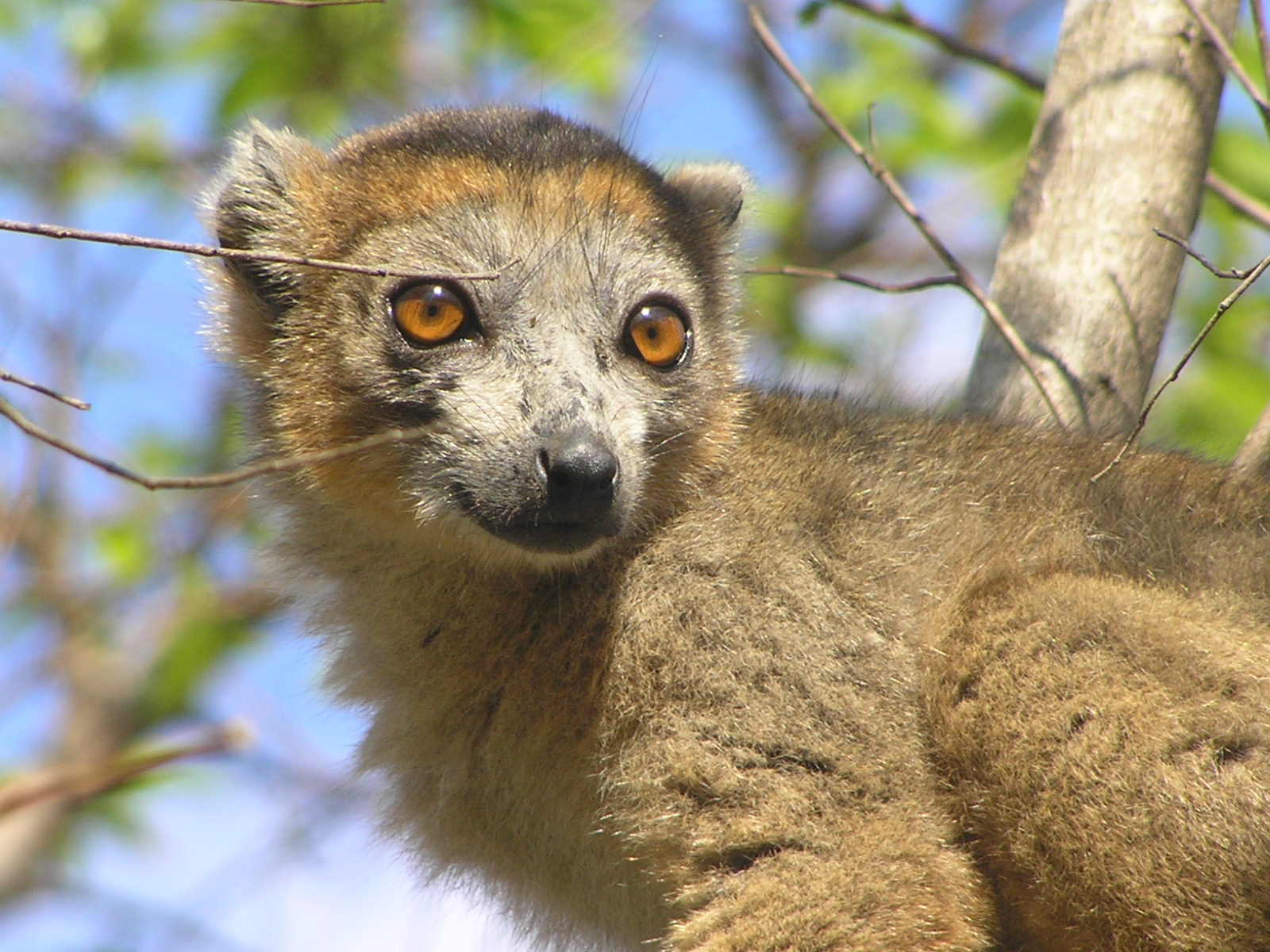
Lémur couronné mâle

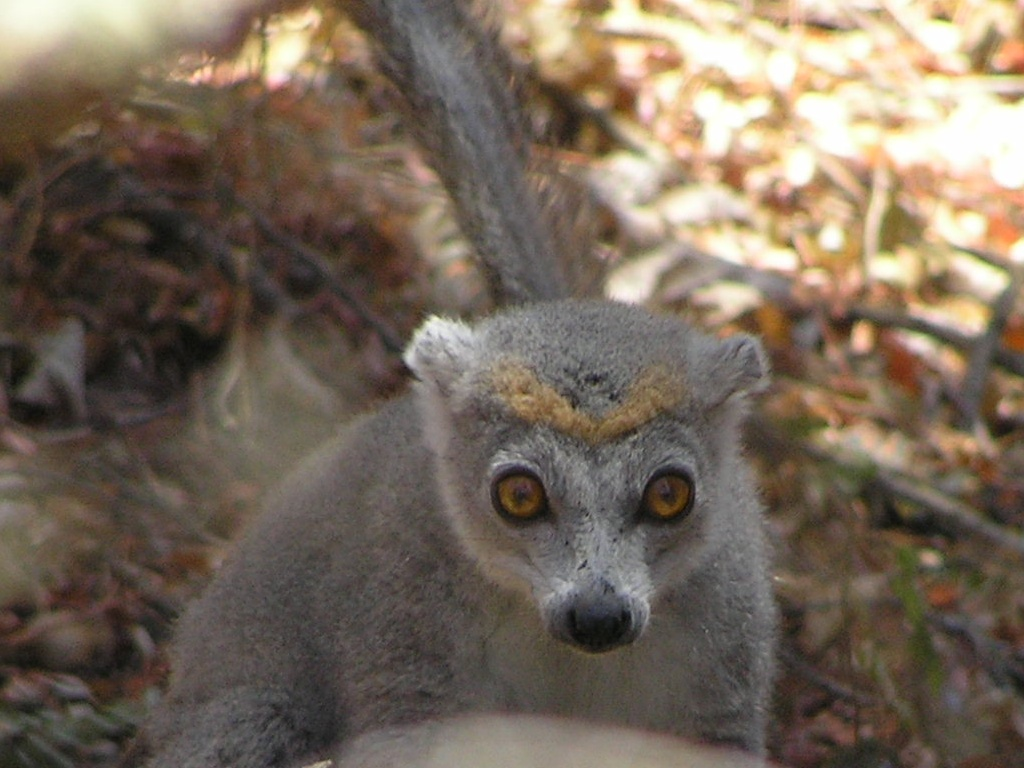
Lémur couronné femelle

Le Lémur couronné (Eulemur coronatus) est une espèce de primate appartenant à la famille des Lemuridae. Comme tous les lémuriens, il est endémique de Madagascar.